# Bouloussou Soubramanion Sastroulou
Bouloussou Soubramanion Sastroulou était un divan, conseiller local et juge de l'Inde française.

## Biographie
Bouloussou Soubramanion Sastroulou était le divan de la Manyam Zamindar (en) avant d'entrer en politique. Manyam Mahalakshmamma, qui fut zamindar, parle de lui en ces termes : « Du temps de son ancien gérant, en raison d'une mauvaise gestion, le domaine était encombré de dettes, mais tout est rentré dans l'ordre après que le gérant actuel (Sastroulu) ait rejoint le personnel de l'établissement du zamindar. Il est gérant depuis quinze ans, période pendant laquelle il a fait preuve d'une grande économie, et a ainsi sauvé le domaine de la décadence et de la ruine. Le gouverneur français (François Pierre Rodier (en)), ainsi que le juge de Yanaon, parlent de lui en termes très élogieux... »
Sa popularité lui permit d'entrer en politique, et elle était en partie due à sa demande pour obtenir l'autorisation d'élire deux membres de l'administration du comité des temples de Vishnu et Shiva, en remplacement de Counomreddy Kroustama et Marla-Pérousomayazoulou (décédés), ce qui fut accepté par Clément Thomas, alors gouverneur général de l'Inde française le 21 septembre 1894.
Il fut élu en 1928 au conseil local de Yanaon dans le parti de 'Bapanaya-Samatam et servit jusqu'en 1934,. Il fut l'un des conseillers de Bezawada Bapanaya Naidou (en) entre 1928 et 1931, puis de Samatam Krouschnaya. Après l'assassinat de  Bapanaya Naidou, il se retira de la politique.